# Karel Gult
Karel Gult (* 10. November 1947 in Police nad Metují) ist ein tschechischer Schauspieler.

## Leben
Karel Gult wuchs in Police nad Metují auf. Nach seinem Schulabschluss zog er nach Prag, wo er seine professionelle Schauspielausbildung absolvierte.
Seit 1975 wirkte Gult als Schauspieler vor der Kamera in bislang mehr als 30 Film- und Fernsehproduktionen mit. Er ist auch als Bühnendarsteller an verschiedenen Theatern tätig. Gelegentlich war Gult auch als Synchronsprecher für Zeichentrickfilme wie beispielsweise Peter Pan oder Toy Story aktiv.

## Filmografie (Auswahl)
- 1975: Zentiba
- 1976: Anna, die Schwester Janas (Anna, sestra Jany)
- 1979: Das Geheimnis der stählernen Stadt (Tajemství Ocelového města)
- 1983: Wind in der Tasche (Vítr v kapse)
- 1984: Amadeus
- 1985: Experiment Eva
- 1990: Flucht mit Cäsar (Útek s Cézarem)
- 1992: Brooklyn Story
- 2011: Saxana und die Reise ins Märchenland (Saxána a Lexikon kouzel)
- 2013: Burning Bush – Die Helden von Prag (Hořící keř, TV-Miniserie)